# Sint-Petruskerk (Viersen-Bockert)
De Sint-Petruskerk (Duits: St.-Peter-Kirche) is een rooms-katholieke kerk in Bockert, een stadsdeel van Viersen, Noordrijn-Westfalen. Sinds het jaar 2000 staat de Petruskerk als monument geregistreerd. 

## Geschiedenis
De eerste spade voor de bouw van de kerk werd op 15 april 1890 door pastoor Stroux in de grond gestoken. De wijding vond plaats op 18 november 1891.
In 1956 werd het interieur naar het ontwerp van de architect Hans-Ludwig Carmanns uit Mönchengladbach heringericht. Het koor werd verhoogd, het hoogaltaar werd samen met de zijaltaren en de kansel afgebroken en de muurbeschildering uit 1935 werd overgekalkt.
De kerk werd tussen juli 1998  en mei 1999 voor het laatst gerenoveerd. 

## Beschrijving

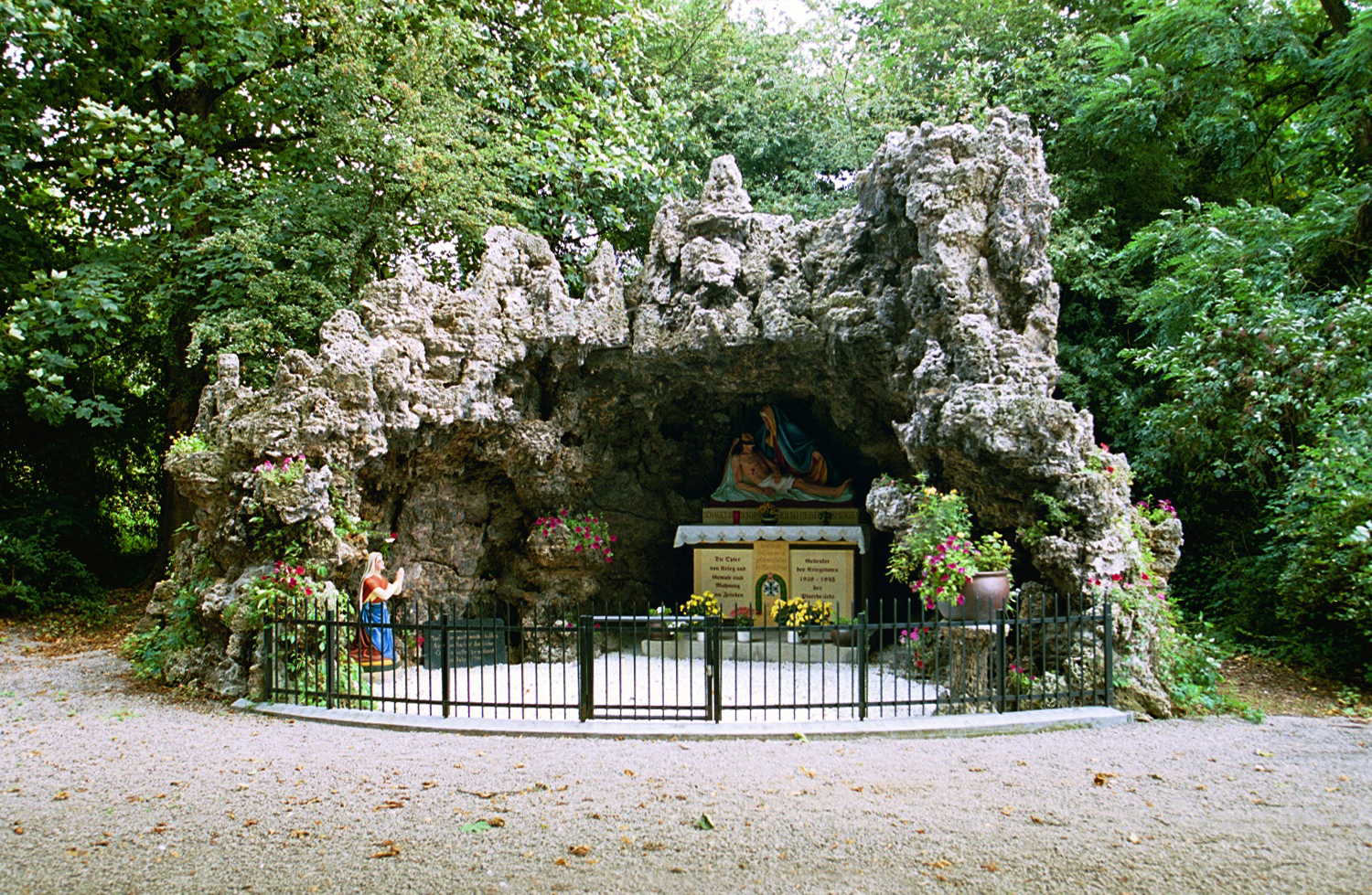
Mariagrot achter de kerk

Het kerkgebouw werd als drieschepige basiliek in neogotische stijl gebouwd. Het bezit een 52 meter hoge westelijke toren, een transept en een koor met een 5/8 afsluiting. Dankzij een goede verdeling van vensters wordt het kerkschip overdag rijkelijk voorzien van daglicht. 

## Interieur
De kerkruimte is nuchter en modern vormgegeven en biedt veel ruimte voor individuele invulling.
Bij de laatste renovatie werd het altaarpodium richting de gemeente vergroot en tegelijkertijd lager aangelegd. Sindsdien is de vloer met eenvoudige, grijze stenen tegels belegd. 
Restanten van de oude inrichting stammend uit 1909 (waaronder een Madonnafiguur en houten vullingen van het voormalige Maria-altaar, reliëffiguren uit de verloren gegane kansel en het voormalige Jozefaltaar en een kruisigingsscène van de oude kruisweg) bleven bewaard en hebben deels weer een plek in de kerk gevonden. Ook de kerkbanken uit de bouwtijd bleven bewaard. 
De beschildering van de kerk is in 1956 vernield. Boven het Maria-altaar bevond zich een voorstelling van de opwekking van de dochter van Jaïrus; boven het Jozefaltaar (apsis zuidelijk transept) de genezing van de lamme.
De kruisweg in frescotechniek in de kapel naast de toren stamt uit 1935. Het tabernakel dateert van 1956.
Naast twee nieuwere klokken uit 1961 hangt in de toren nog de oude Jozefklok uit 1895.

## Mariagrot
In de tuin van de kerk zijn twee grotten uit 1912: een Jozefgrot met een beeld van Jozef en een Lourdesgrot. In de Lourdesgrot bevindt zich eveneens een monument voor de gevallenen uit 1921 in de vorm van een altaar.

## Orgel
Het kerkorgel werd in het jaar 2000 door Martin Scholz uit Mönchengladbach gebouwd. Het zuiver mechanische instrument bezit 17 registers en 4 transmissies in het pedaal.